# Ferdinando Visconti
Pour les articles homonymes, voir Visconti.
Ferdinando Visconti (Palerme, 3 janvier 1772 – Naples, 28 septembre 1847) est un militaire, géographe, cartographe et spécialiste de la géodésie sicilien. Il a d'abord servi le royaume de Naples, mais, ensuite poursuivi pour ses idées jacobines, a ensuite servi différents états pendant la période Napoléonienne, pour finalement, après la Restauration, retourner vivre dans le royaume des Deux-Siciles.

## Biographie
Ferdinando Visconti est né à Palerme, qui faisait alors partie du royaume de Sicile, le 3 janvier 1772, fils de Domenico Visconti, officier de l'armée de Bourbon, et de Francesca Palumbo. En 1786, il fut admis à la nouvelle Académie militaire royale dont il sortit le 27 février 1791 avec le grade de sous-lieutenant du Corps d'artillerie et de génie, pour y rester en tant que professeur de mathématiques  cultivant dès cette période son intérêt pour la géographie, l'astronomie, la navigation et la cartographie .
Influencé par les idées jacobines des mathématiciens Carlo Lauberg et Annibale Giordano, il fait partie des officiers qui prirent contact avec les Français de la flotte du Contre-amiral Louis-René-Madeleine de Latouche-Tréville, en janvier 1793, lors de leur escale dans le port de Naples  pour réparer les avaries endurées au large de la côte de Civitavecchia. Arrêté en mars 1794  et accusé de complot, il est jugé par le premier Conseil d'État et condamné, le 3 octobre 1794, à dix ans d'emprisonnement et à l'exil perpétuel, sous peine de mort. Visconti fut donc cassé de l'armée le 11 novembre  1794, et emprisonné dans l'île de Pantelleria où il resta 7 ans, rencontrant et partageant sa captivité avec Francesco Fuoco à partir de 1799 avec qui il pourra étudier les sciences mathématiques, au point qu'entre eux, s'est créé un lien d'amitié et de partenariat scientifique, qui s'est conservé pour le reste de leur vie .
Il est libéré en 1801  en vertu des clauses prévues dans les accords de paix de Florence , signés par Napoléon Bonaparte et le roi de Naples Ferdinand IV le 28 mars de la même année et qui promettaient une amnistie générale à tous les condamnés politiques . Il revient donc à Naples pour commencer d'enseigner les mathématiques, tandis que le franc-maçon Giuseppe Zurlo, alors ministre des Finances, le propose comme géographe adjoint et successeur d'Antonio Rizzi Zannoni à la direction de l'établissement topographique napolitain. Mais il échoue en raison de l'opposition du roi Ferdinand IV qui le pensait républicain.
Ne pouvant se réinsérer dans la société napolitaine, Visconti se réfugie à Milan  où, le 7 septembre 1802, il est nommé sous-lieutenant du Corps des ingénieurs géographes de la République Cisalpine, commandé par le Suédois Gustavo Tibell, devenant un disciple de l' astronome Barnaba Oriani avec lequel il perfectionne sa connaissance du calcul et de la géodésie ,.
Il n'est nommé capitaine en second que le 21 septembre 1809 et promu capitaine le 23 août 1810.
Entre 1808 et 1813, il a travaillé sur une carte détaillée de la mer Adriatique et la délimitation des provinces illyriennes.
À sa demande explicite, Visconti obtient congé de l'armée du royaume d'Italie, le 9 mai 1814 , et retourne à Naples le 21 mai de la même année, au lendemain de la mort du géographe padouan Giovanni Rizzi-Zannoni . De retour à Naples, il en reprend l'établissement topographique et est nommé, par deux décrets distincts de Murat, colonel et directeur du dépôt général de la guerre, le 29 septembre 1814.
Avec la deuxième restauration des Bourbons en juin 1815, le roi Ferdinand IV ne s'engage pas dans les répressions et les persécutions de 1799. La structure militaire de Muratti est restée presque intacte, surtout grâce à l'excellente préparation des officiers et à la bonne organisation de l'ensemble. Cependant, l'armée napolitaine était mieux entraînée que l'armée sicilienne. Visconti a été confirmé à la direction du dépôt général de la guerre par le décret du 21 décembre 1815 mais en raison des rivalités entre militaires bourbons et sicilien, le décret du 22 janvier 1817 conclut en scindant le dépôt général de la guerre en deux établissements distincts : le dépôt de guerre et le bureau topographique.
Visconti est donc réintégré au grade de colonel du génie dans l'armée, le 11 janvier 1831, mais ce n'est qu'après la mort du précédent directeur Giovanni Melorio qu'il parvient à regagner le bureau topographique le 22 octobre 1835, dont il prend la direction.
Le 16 avril 1843, il est nommé brigadier et inspecteur du bureau topographique royal et des instituts d'enseignement militaire, tout en continuant à gérer l'établissement topographique, étant le seul en mesure de maîtriser les questions scientifiques liées à la topographie et à la géodésie .
Membre de plusieurs académies telles que l'Académie pontanienne du royaume des Deux-Siciles, et d'autres, telles que la Société française de géographie, la Royal Geographical Society, la Astronomical Society de Londres et la Société Géographique d'Athènes, il était marié à une Adélaïde, dont il n'a pas eu d'enfants. Visconti est mort de la gangrène  en service à Naples le 28 septembre 1847.

## Distinctions
Ferdinando Visconti a reçu les honneurs suivants , : 
- Chevalier de l'ordre de la Couronne de fer - 26 juillet 1808[10]
- Grand officier de l'ordre militaire de Saint-Georges de la Réunion
- Chevalier de l'ordre de Saint-Ferdinand et du mérite

## Œuvres
- Ferdinando Visconti, « Dei lavori geodetici fatti in questi ultimi tempi nel regno di Napoli. Lettera al sig. conte Annibale Ranuzzi da Bologna », Antologia Italiana, giornale di Scienze, Lettere ed Arti, Giuseppe Pomba & C., vol. II, no 3,‎ 1847, p. 270-294
- Ferdinando Visconti, « Notizia intorno al Reale Officio Topografico di Napoli ed ai lavori in esso eseguiti », Annuario Geografico Italiano, Pubblicato da Annibale Ranuzzi, Libreria Rusconi, vol. I,‎ 1844, p. 19-27
- Ferdinando Visconti, « Sulla posizione geografica e sulla larghezza della Bocca del Mare Adriatico. Memoria presentata alla Reale Accademia delle Scienze dal socio ordinario Ferdinando Visconti nella tornata del 22 agosto 1823 », Atti della Reale Accademia delle Scienze. Sezione della Società Reale Borbonica, vol. II. Parte I,‎ 1825

## Articles associés
- Carlo Brioschi
- Antonio Campana
- Francesco Fergola
- Gaspare Galliari
- Giacomo Marieni
- Ignazio Prina
- Antonio Rizzi Zannoni